# WINNERS
『WINNERS』（ウィナーズ）は、2002年10月13日から2003年3月23日までテレビ東京系列局で放送されていたトークバラエティ番組である。テレビ東京と吉本興業と電通の共同製作。ハイビジョン制作。放送時間は毎週日曜 21:00 - 21:54 （日本標準時）。
事業などで成功を収めた人物6人をゲストに迎えてトークをしていた番組で、前番組『ハマラジャ』から引き続き浜田雅功が司会を務めていた。

## 出演者

### 司会
- 浜田雅功（ダウンタウン）
- 川平慈英
- 永井大

### ゲスト
肩書きは出演当時のものを記載。
- 安生浩太郎（ANJOインターナショナル社長）
- 高島宏平（オイシックス社長）
- 広井王子（レッド・エンタテインメント会長）
- 板倉雄一郎（ベンチャーマトリックス会長）
- 野田義治（イエローキャブ社長）
- 大石洋子（ラ・パルレ社長）
- ほか

## スタッフ
- 技術協力：スウィッシュ・ジャパン、プログレッソ、ヨコシネ ディー アイ エー、サウンドエフェクト
- 美術協力：フジアール
- 収録スタジオ：パナソニックセンター有明スタジオ
- 制作協力：NET WEB、ビーダッシュ
- 製作：テレビ東京、吉本興業、電通